# Kanton Arles-sur-Tech

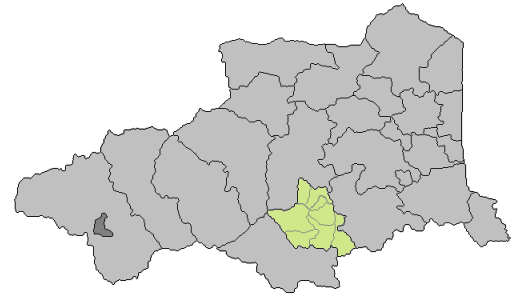
Lage im Département Pyrénées-Orientales

Der Kanton Arles-sur-Tech war von 1790 bis 2015 ein französischer Wahlkreis im Arrondissement Céret, im Département Pyrénées-Orientales und in der Region Languedoc-Roussillon. Sein Hauptort war Arles-sur-Tech.
Der Kanton war 186,38 km² groß und hatte 7197 Einwohner (Stand 1. Januar 2012), was einer Bevölkerungsdichte von 39 Einwohnern pro km² entsprach.

## Gemeinden
Der Kanton bestand aus acht Gemeinden:
| Gemeinde                 | Einwohner Jahr | Fläche km² | Bevölkerungsdichte | Code INSEE | Postleitzahl |
| ------------------------ | -------------- | ---------- | ------------------ | ---------- | ------------ |
| Amélie-les-Bains-Palalda | 3.616 (2013)   | 29,43      | 123 Einw./km²      | 66003      | 66110        |
| Arles-sur-Tech           | 2.687 (2013)   | 28,82      | 93 Einw./km²       | 66009      | 66150        |
| La Bastide               | 79 (2013)      | 15,63      | 5 Einw./km²        | 66018      | 66110        |
| Corsavy                  | 246 (2013)     | 47,02      | 5 Einw./km²        | 66060      | 66150        |
| Montbolo                 | 185 (2013)     | 21,98      | 8 Einw./km²        | 66113      | 66110        |
| Montferrer               | 188 (2013)     | 21,95      | 9 Einw./km²        | 66116      | 66150        |
| Saint-Marsal             | 93 (2013)      | 15,36      | 6 Einw./km²        | 66183      | 66110        |
| Taulis                   | 50 (2013)      | 6,19       | 8 Einw./km²        | 66203      | 66110        |

## Bevölkerungsentwicklung
| 1962  | 1968  | 1975  | 1982  | 1990  | 1999  | 2009  |
| ----- | ----- | ----- | ----- | ----- | ----- | ----- |
| 6.681 | 7.291 | 7.709 | 7.356 | 6.981 | 6.936 | 7.306 |